# Almudena (película)
Almudena es una película documental española de 2025, escrita y dirigida por Azucena Rodríguez, centrada en la figura de la autora española Almudena Grandes. Se estrenó en el Festival de Málaga el 15 de marzo de 2025, y luego se estrenó en cines españoles el 16 de mayo de 2025, con distribución de Syldavia Cinema.

## Trama
La película se centra en celebrar la vida y obra de la fallecida escritora Almudena Grandes, y sigue a su marido, Luis García Montero, quien se adentra en el doloroso vacío que ha dejado la muerte de Almudena, completando así el retrato íntimo de la escritora.

## Intervenciones
- Almudena Grandes (metraje de archivo)[2]
- Luis García Montero[3]
- Joaquín Sabina[3]
- Benjamín Prado[3]
- Rosa Torres-Pardo[3]

## Producción
El proyecto de Almudena originalmente nació cuando Almudena Grandes aún estaba viva, y fue concebido como un retrato de su proceso creativo. Cuando Grandes murió en 2021, el documental fue reformulado para adentrarse en la intimidad de la escritora y en mantener vivo su recuerdo. La película fue producida por Mariela Besuievsky, a través de la productora Tornasol Media.

## Lanzamiento y marketing
Almudena tuvo su estreno mundial en el Festival de Málaga el 15 de marzo de 2025. El 2 de abril de 2025, Syldavia Cinema lanzó el tráiler de la película y programó su estreno en cines españoles el 16 de mayo de 2025.